# Інша людина
Інша людина (англ. The Other Man) — американська короткометражна кінокомедія Мака Сеннета 1916 року з Роско Арбаклом в головній ролі.

## У ролях
- Роско ’Товстун’ Арбакл — Фатті / бродяга (подвійна роль)
- Ірен Воллес — наречена Фатті
- Чарльз Ейвері
- Мінта Дарфі
- Горас Гейн
- Вільям Джефферсон
- Літріс Джой
- Ліллієн Шаффнер
- Аль Ст. Джон
- Джо Бордо — інший бродяга